# Hrabstwo Lee (Teksas)

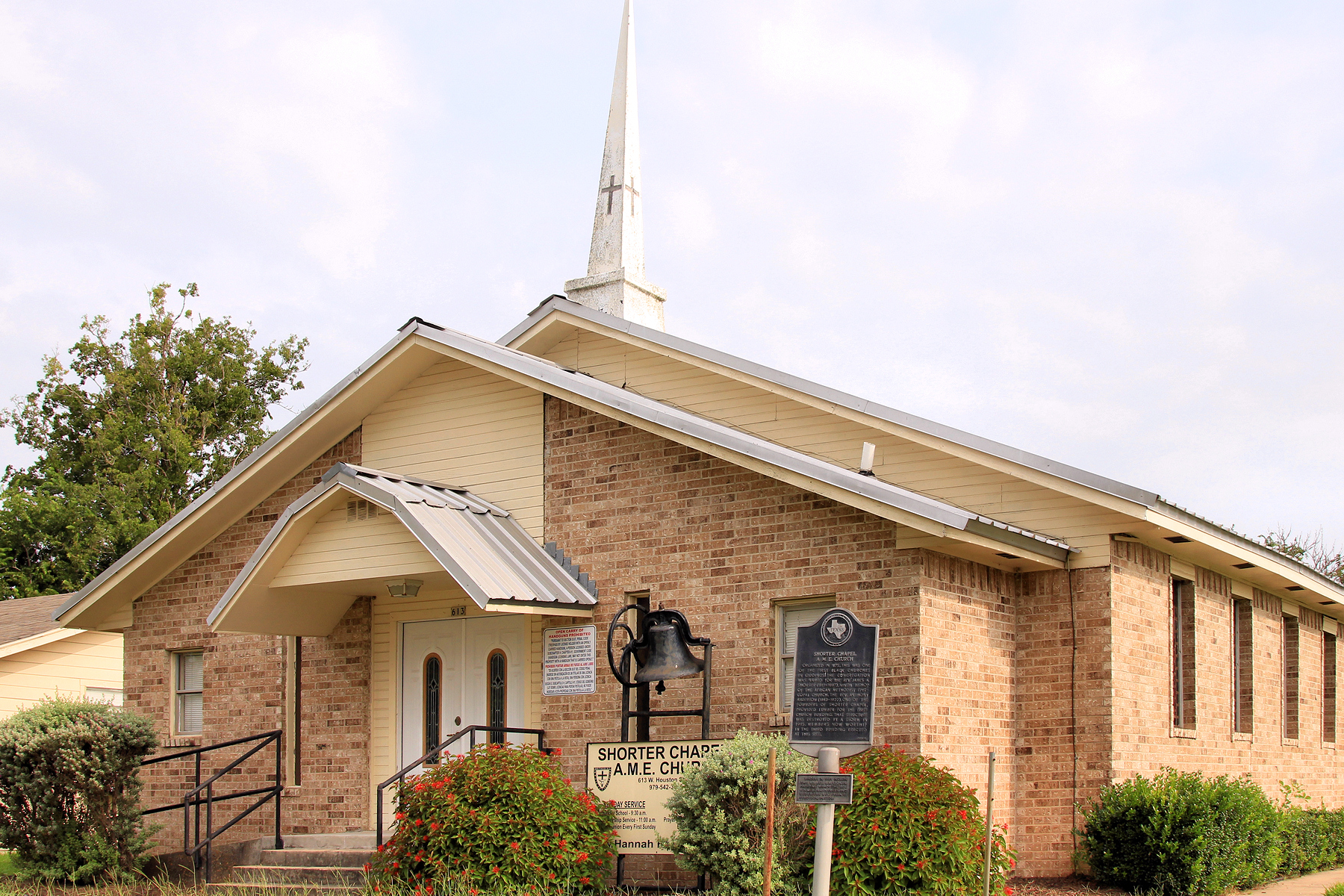
Kościół protestancki w Giddings

Hrabstwo Lee – hrabstwo położone w USA, w środkowym Teksasie. Utworzone w 1874 r. Siedzibą hrabstwa jest miasto Giddings.
Hrabstwo posiada najwyższy odsetek społeczności luterańskiej w Teksasie – 20% deklaruje członkostwo (2020). Większość luteran zrzeszona jest w Kościele Luterańskim Synodu Missouri.

## Miasta
- Giddings
- Lexington

## Sąsiednie hrabstwa
- Hrabstwo Milam (północ)
- Hrabstwo Burleson (północny wschód)
- Hrabstwo Washington (wschód)
- Hrabstwo Fayette (południowy wschód)
- Hrabstwo Bastrop (południowy zachód)
- Hrabstwo Williamson (północny zachód)

## Demografia
Według danych pięcioletnich z 2022 roku, 77% mieszkańców stanowili biali (62% nie licząc Latynosów), 24,8% to Latynosi, 10,5% czarni lub Afroamerykanie, 8,6% było rasy mieszanej, 1,6% to rdzenna ludność Ameryki i 0,4% deklarowało pochodzenie azjatyckie.
Do największych grup należały osoby pochodzenia: meksykańskiego (23,8%), niemieckiego (22,9%), afroamerykańskiego, irlandzkiego (8,9%), angielskiego (6,8%), „amerykańskiego” (5,2%), czeskiego lub polskiego (4,2%) i szkockiego, szkocko–irlandzkiego lub walijskiego (3,2%). 